# Kinematographie
Kinematographie (von altgriechisch κίνημα kínēma „Bewegung, Erschütterung, Veränderung“ und  -graphie) umfasst die gesamte Apparatetechnik zur Aufzeichnung und Wiedergabe von fotografischen Bewegtbildern und wird bis heute vor allem in der Fachsprache der Filmtechnik verwendet. Daneben stand Kinematographie früher auch für den Vorgang der Aufzeichnung selbst sowie für die Filmkunst.

## Geschichte
Der Ausdruck Kinematographie ist in der Zeit des frühen Films entstanden. Er wurde abgeleitet von dem französischen Cinématographe, womit die Brüder Lumière ihren Kombinationsapparat bezeichneten, der die Funktionen von Kamera, Kopiergerät und Projektor in sich vereinigte. Die erste öffentliche kinematografische Vorführung, die als solche bezeichnet werden konnte, war vermutlich die Vorstellung der Brüder Latham am 20. Mai 1895. In vorhergehenden Vorstellungen, etwa von Ottomar Anschütz (1887 und 1894), Émile Reynaud (erste Vorstellung 1892) oder Edison (ab 1894), wurden Techniken verwendet, die mit der späteren Filmprojektion noch wenig gemein hatten. Meist handelte es sich um Einzelsichtgeräte oder Apparate, die noch mit Fotoplatten arbeiteten. Einer der ersten in Deutschland war damit Theodor Scherff (1857–1930).